# Tarcea
Tarcea (Hongaars: Értarcsa) is een Roemeense gemeente in het district Bihor.
Tarcea telde tijdens de volkstelling van 2011 in totaal 2690 inwoners. De meerderheid van de bevolking (1936 personen) behoren tot de etnische Hongaren. De gemeente is onderdeel van de streek Érmellék.